# Magkaribal
Magkaribal es una serie de televisión filipina transmitida por ABS-CBN desde el 28 de junio hasta el 5 de noviembre de 2010. Está protagonizada por Bea Alonzo y Gretchen Barretto.

## Argumento
La madre de Angela y Anna, Stella (Dimples Romana), era costurera, mientras que su padre, Manuel (James Blanco/Mark Gil), fue a Milán a trabajar. Mientras estaba en Milán, Manuel conoció y se enamoró de una modelo adinerada y una diseñadora de moda llamada Vera Cruz (Alessandra De Rossi/Angel Aquino). Cuando Manuel regresó a Filipinas, Stella se enojó mucho con él porque nunca respondió a sus cartas. Manuel explicó la situación y Stella lo dejó en libertad con su nueva mujer. Pronto, Manuel decidió dejar a su esposa e hijos para vivir con Vera. Angela y Anna fueron testigos de los abrazos de Manuel y Vera; esto llevó a una confrontación entre Anna y Vera, donde Vera empujó e hirió a Anna. Con lágrimas, Anna volvió a casa y le mostró el brazo herido a su madre y, más tarde, Stella fue a la casa de Vera para enfrentarla, pero Vera la evitó. Cuando Vera se fue, Stella fue accidentalmente golpeada y asesinada por un vehículo que se aproximaba; Anna estaba allí para presenciar el desarrollo de la tragedia. Anna se enfrentó a Vera, lo que provocó que su aborto espontáneo la dejara sin poder tener hijos. Esto cimentó la enemistad entre los dos.
Angela y Anna, huérfanas y huyendo de las personas que intentaban colocarlas en un orfanato, vivían en las calles. Angela pronto se enferma por comer basura y fue llevada al hospital por su hermana mayor, Anna. Para ganar dinero, Anna, de 15 años, trabajaba como prostituta. Un día, ella regresó al hospital solo para ver que estaba en llamas, con su hermana en ningún lugar y muy probablemente muerta. Resulta que, en realidad, Angela fue secuestrada por hombres que obligaban a los niños a trabajar como mendigos en las calles. Aquí es donde Angela se hizo amiga de un niño pequeño, "Dos" (el futuro Louie), que también estaba cautivo. Devastada y sola, Anna fue adoptada por Ronaldo Valera, un famoso diseñador de moda (Robert Arévalo). Fue rebautizada como Victoria Valera y fue enviada al extranjero, estudió diseño de moda y se convirtió en una supermodelo.
Angela fue adoptada por una pareja en el distrito textil de Manila, Divisoria y le cambió el nombre a Gelai Agustín. Ella continúa los sueños de ella y su hermana de convertirse en los mejores diseñadores filipinos. Como no recuerda mucho sobre su infancia, aspira a ser diseñadora junior en Vera Couture, la casa de moda de Vera Cruz. Victoria Valera regresa de París para comenzar su venganza. Ella quiere robar el lugar de Vera como la "Reina de la moda filipina" y trata de hacerse cargo de la compañía de Vera; todo en nombre de mantener vivos los sueños de ella y de su hermana. Pero, ¿qué pasará si el diseñador en ciernes, Gelai y la nueva reina de la moda, Victoria, chocan? Vera aprovechará esta oportunidad para derribar a las hermanas utilizando al hombre que aman, Louie y sus planes de negocios para ubicarse nuevamente como la reina de la moda, pero al final, las hermanas demostrarán que la sangre siempre es más gruesa que el agua y solo el perdón Podría curar todas las heridas del pasado.

## Elenco

### Elenco principal
- Bea Alonzo como Gelai/Angela.
- Gretchen Barretto como Victoria/Anna.
- Angel Aquino como Vera Cruz-Abella.
- Derek Ramsay como Louie Villamor.
- Erich Gonzales como Chloe.
- Enchong Dee como Caloy Javier.

### Elenco secundario
- Robert Arévalo como Ronaldo Valera.
- Mark Gil como Manuel Abella.
- John Arcilla como Hermes Agustín.
- Arlene Muhlach como Aling Sonia Agustín.
- Lyka Ugarte como Betsy.
- Bianca Manalo como Gigi Fernando.
- Nina Ricci Alagao como Donna.
- Beatriz Saw como Kate Delovieres.
- Toffee Calma como Jean Paul.
- R.S. Francisco como Gian Franco.
- Artemio Abad como Johnny.
- Rodjun Cruz como Calvin.
- Marc Abaya como Neil Olaguer.
- Lorenzo Mara como Salvador.
- R.J. Ledesma como Christian Ocampo.
- Edward Mendez como Marc Laurel.
- Christian Vasquez como Paul.

### Participaciones especiales
- Kathryn Bernardo como Anna/Victoria (joven).
- Barbie Sabino como Angela/Gelai (joven).
- Nash Aguas como Louie/Doz (joven).
- Dimples Romana como Stella Abella (joven).
- James Blanco como Manuel Abella (joven).
- Alessandra de Rossi como Vera Cruz (joven).